# دشمن شما
دشمن شما (به هندی: Apne Dushman) فیلمی محصول سال ۱۹۷۵ و به کارگردانی کالیاش بندری است. در این فیلم بازیگرانی همچون درمندرا، سانجیو کومار، رینا روی ایفای نقش کرده‌اند.